# Anders Boije
Anders Boije af Gennäs, född 1668 i Finland, död 1727 på Lepas i Tyrvändö kapellförsamling i Hattula socken, var en svensk militär.

## Biografi
Anders Boije var son till överste Erik Boije och Maria Margareta Klingspor. Han blev student vid Åbo universitet 1676, volontär vid Åbo läns kavalleriregemente 1682, korpral där 1683, ryttarkorpral 1687 och kornett 1688. Boije gick i fransk tjänst efter erhållet tillstånd 1690 och deltog i belägringen av Mons 1691. 1692 blev han kapten vid Nils Bielkes regemente i Pommern, kapten i holländsk tjänst 1694 och deltog i belägringen av Bryssel 1695. Efter att ha blivit hemkallad 1696 blev han 1697 kapten vid Bohusläns dragoner. Boije blev 1707 överstelöjtnant vid en av saxiska fångar upprättad bataljon, transporterades 1709 till Upplands femmänningsregemente och till Nylands kavalleriregemente samma år. Han blev 1710 överstelöjtnant vid Ingermanländska dragonregementet och var 1713–1715 överste och chef för Ingermanländska dragonregementet. Han blev 15 december 1715 tillfångatagen vid Torneå och fördes till Moskva. Han hemkom från fångenskapen i januari 1723 och erhöll i maj avsked från krigstjänsten. Senare samma år blev han dock överste på expektans vid Nylands dragonregemente.
Anders Boije var ägare till sätesgårdarna Lepas i Hattula socken och Viljais och Poikko i Rimito socken.

### Familj
Boije gifte sig 24 september 1701 i Flisby socken med friherrinnan Elsa Christina von Liewen (1676–1728), dotter till ryttmästaren Gustaf Fredrik von Liewen och Hillevi Margareta Kyle. De fick tillsammans barnen hovjägmästaren Erik Gustaf Boije (1702–1751), Hedvig Sofia Boije (1704–1774) som var gift med majoren Bengt Adolf Wrangel, Anders Boije, Carl Boije, Anna Margareta Boije (1706–1706), Arvid Boije (född 1711), Ulrika Boije (1713–1713) och landshövdingen Hans Henrik Boije (1716–1781) i Nylands och Tavastehus län.